# Marie Dřevojánková
Marie Dřevojánková (rozená Dvořáková, 21. prosince 1894 Krásno nad Bečvou – 1. června 1942 Kounicovy koleje) byla česká odbojářka popravená nacisty.

## Život
Marie Dvořáková se narodila 21. prosince 1894 v Krásně nad Bečvou, dnešní místní části Valašského Meziříčí, v rodině obuvníka Jana Dvořáka a Anny rozené Kozákové. Pracovala jako účetní Středomoravských elektráren Přerov. Vdala se za úředníka Josefa Dřevojánka. Bydlela v Přerově.

## Protinacistický odboj
Po německé okupaci vstoupila v létě 1939 do protinacistického odboje. Stala se čelní členkou moravské větve organizace Petiční výbor Věrni zůstaneme. V roce 1941 se společně s manželem zapojila do podpory výsadkových skupin vyslaných ze Sovětského svazu, konkrétně Aroš V pod velením Karla Hovůrky a S1/R pod velením Bohuslava Němce. Oba byli původem Přerováci. Mj. společně s ředitelem přerovské elektrárny ing. Janem Poláchem pomáhali se získáváním součástek na opravu radiostanice Karla Hovůrky. Kvůli zradě příslušníka dalšího z výsadků Ferdinanda Čihánka došlo k rozkrytí sítě a zatýkání jejích členů. Manželé Dřevojánkovi byli včas varováni spolupracovníkem Marie z přerovské elektrárny. Marie Dřevojánková se ještě neúspěšně pokusila varovat i sochaře Františka Mádleho. Manželé Dřevojánkovi se od 1. října 1941 ukrývali na více místech, podporováni byli mj. Mariinými sestrami Věrou Dvořákovou a Hermínou Lančíkovou. Zatčeni byli náhodně v Čeladné 26. května 1942, převezeni do brněnských Kounicových kolejí, dne 1. června téhož roku odsouzeni stanným soudem k trestu smrti a téhož dne popraveni zastřelením.

## Rodina
Věra Dvořáková měla dvě sestry. Hermína Lančíková se rovněž zapojila do podpory výsadkářů, společně s druhou sestrou Věrou Dvořákovou pak i do podpory manželů Dřevojánkových žijících v ilegalitě. Za to byly obě 3. června 1942 rovněž v Kounicových kolejích popraveny.. Dne 25. června 1942 byla popravena i dcera Hermíny Eva Lančíková Manželem Hermíny byl poslední předválečný starosty Přerova František Lančík, který uprchl před hrozícím zatčením v rámci Akce Albrecht I. do zahraničí a stal se členem Československé zahraniční armády. Stejně tak učinil i jejich syn Jaroslav, který se stal příslušníkem 311. československé bombardovací perutě a v roce 1941 zahynul.